# Casa Llucià Riubrogent
La Casa Llucià Riubrogent és una obra eclèctica de Vic (Osona) inclosa a l'Inventari del Patrimoni Arquitectònic de Catalunya.

## Descripció
Edifici civil. Casa entre mitgera que consta de planta baixa, tres pisos, golfa i coberta amb teula aràbiga a dues vessants. La planta és destinada a establiment comercial. Té tres portals. El del mig és d'arc de mig punt i un dels laterals és dividit en dos, un dels quals dona pas a l'escala dels habitatges. La mida de les obertures disminueix amb l'alçada. al primer pis s'hi obren tres portals que donen a una gran balconada amb barana de fosa i damunt dels portals hi ha uns trencaaigües semicirculars. Els pisos segon i tercer tenen tres balcons per nivell i damunt hi ha uns frontons triangulars. A les golfes hi ha obertures d'arc semicircular. Els balcons tenen llosanes de pedra i són sostinguts per mènsules. La façana és rematada per una cornisa. L'estat de conservació és bo. Ha estat restaurada.

## Història
La construcció de l'edifici és del 1904. més tard s'hi feu una reforma afegint-hi l'últim pis. És un habitatge plurifamiliar d'estil eclèctic.
Situada a l'antic camí itinerant que arribava a la ciutat i que va començar a créixer al segle xii. Al segle xiii va creixent el raval del carrer de Manlleu i al segle xiv es comença a construir el convent de les clarisses entre aquest carrer i el de Santa Joaquima. Al segle xvi comença a construir-se Santa Clara la Nova i al segle xvii s'hi instal·len els carmelitans descalços (a l'actual Sant Miquel). A partir d'aquest segle es comencen a construir els eixamples de la ciutat i es refà el barri de Santa Eulàlia entre els carrer de Manlleu i els dels caputxins. Al segle xviii desapareix el portal d'aquest carrer. Al segle xix finalment acaba amb l'eixample de l'horta d'en Xandri entre aquest carrer i el Gurb.